# Amyema apoensis
Amyema apoensis är en tvåhjärtbladig växtart som först beskrevs av Adolph Daniel Edward Elmer, och fick sitt nu gällande namn av B.A. Barlow. Amyema apoensis ingår i släktet Amyema och familjen Loranthaceae. Inga underarter finns listade i Catalogue of Life.